# Os Experientes
Os Experientes é uma série de televisão brasileira coproduzida pela O2 Filmes e exibida pela TV Globo de 10 de abril a 1 de maio de 2015, em 4 episódios. Criada por Quico Meirelles, conta com roteiro de Antonio Prata e Márcio Alemão; com direção de Fernando Meirelles, Quico Meirelles e Gisele Barroco.
A série foi indicada ao Emmy Internacional 2016 na categoria minissérie e filme para a TV. No dia 27 de agosto de 2016, o segundo episódio foi reprisado como forma de homenagem à Goulart de Andrade, falecido 4 dias antes. No dia 6 de setembro de 2018, a Globo reprisou o primeiro episódio da série na TV, como forma de homenagem à Beatriz Segall, que faleceu um dia antes, devido a complicações respiratórias.
Foi reexibida pelo Viva entre 2 e 23 de outubro de 2021, com exibição aos sábados ás 18h45. A reprise acontece em ocasião ao Dia do Idoso.

## Produção
Concebida em 2012 por Quico Meirelles e apresentada em 2013 à TV Globo, a série foi gravada entre novembro e dezembro do mesmo ano, sendo finalizada em 2014. Inicialmente prevista para estrear em outubro de 2014, foi adiada para abril de 2015, como parte da comemoração dos 50 anos da emissora. Fez a volta de Beatriz Segall, que não estava no ar desde Lado a Lado e também de Lima Duarte, que não estava no ar desde Araguaia. Dan Stulbach gravou a série e depois assinou contrato com a Band, onde apresentou o programa CQC, sendo exibido em duas emissoras.
Em maio de 2018, foi confirmada uma segunda temporada para 2020, tendo episódios escritos por Gilberto Braga e Maria Adelaide Amaral.

## Sinopse
Série de quatro episódios sobre envelhecer mas também sobre se redescobrir, se reinventar e sobre começar a viver uma das melhores fases da vida. São quatro histórias independentes, mas que se ligam por meio de seus personagens.

## Elenco

### Primeira temporada (2015)
O Assalto
| Intérprete        | Personagem               |
| ----------------- | ------------------------ |
| Beatriz Segall    | Yolanda                  |
| João Côrtes       | Kléber Amaral dos Santos |
| João Baldasserini | Altair Pereira da Silva  |
| André Abujamra    | Nogueira                 |
| Augusto Madeira   | Tenente Souza            |
| Bruno Giordano    | Wilson Lopes             |
| Anamaria Barreto  | Mary                     |
| Fábio Neppo       | Cabo Moacir              |

Atravessadores do Samba
| Intérprete         | Personagem    |
| ------------------ | ------------- |
| Goulart de Andrade | Oswaldo       |
| Wilson das Neves   | Mateus        |
| Germano Mathias    | Lucas Pereira |
| Bibba Chuqui       | Celeste       |
| Cris Carniato      | Cristiane     |
| Sílvio Brito       | Ele mesmo     |
| Jair Rodrigues     | Ele mesmo     |
| Jerry Adriani      | Ele mesmo     |
| Jane e Herondy     | Eles mesmos   |

O Primeiro Dia
| Intérprete        | Personagem                          |
| ----------------- | ----------------------------------- |
| Juca de Oliveira  | Napoleão Roberto Junqueira da Costa |
| Lima Duarte       | Dr. Pricolli                        |
| Clarisse Abujamra | Vera Lúcia                          |
| Othon Bastos      | Del Bello                           |
| Dan Stulbach      | Luiz Vilela da Costa                |
| Karin Rodrigues   | Nininha                             |
| Teca Pereira      | Cleuza Silveira Santos (Negra)      |
| Bruno Belarmino   | Ronaldo Damasceno                   |

Folhas de Outono
| Intérprete      | Personagem         |
| --------------- | ------------------ |
| Joana Fomm      | Maria Helena       |
| Selma Egrei     | Francisca Toledini |
| Eucir de Souza  | Daniel Toledini    |
| Sílvia Lourenço | Neide Toledini     |